# Пиегаро
Пиега̀ро (на италиански: Piegaro) е малко градче и община в Централна Италия, провинция Перуджа, регион Умбрия. Разположено е на 356 m надморска височина. Населението на общината е 3847 души (към 2010 г.).